# Cheng (Zhou-König)

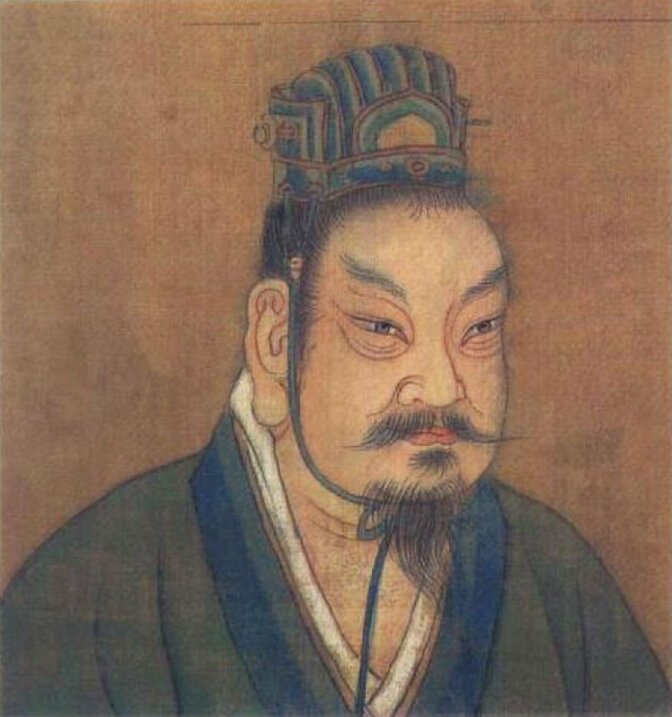
König Cheng, Darstellung eines Künstlers aus der Qing-Dynastie

Cheng, König von Zhou oder Ch'eng, König von Chou (Chinesisch: 周成王; Pinyin: Zhōu Chéng Wáng; Wade-Giles: Chou Ch'eng Wang) war der zweite König der chinesischen Zhou-Dynastie. Er bestieg den Thron nur wenige Jahre nach der Errichtung der Zhou-Dynastie und regierte von 1042 v. Chr. bis zu seinem Tod im Jahre 1006 v. Chr.

## Leben
Cheng, dessen persönlicher Name Song (誦, sòng) war, war Sohn von König Wu, der um 1049 v. Chr. die Shang-Dynastie gestürzt hatte. Nach der Eroberung der Shang-Hauptstadt hatte Wu zwei oder drei seiner jüngeren Brüder als Verwalter des Shang-Gebietes eingesetzt, seinen Bruder Herzog Dan von Zhou zu seinem obersten Berater ernannt und sich in die Hauptstadt von Zhou zurückgezogen. Dort starb er etwa zwei Jahre später. Wu hatte mit Song seinen ältesten Sohn zum Thronfolger ernannt, der den Thron auch als König Cheng bestieg. Der Herzog Dan bestimmte sich selbst zum Regenten mit der Begründung, dass Cheng zum Regieren noch zu jung sei. Die älteren Brüder von Herzog Dan (bzw. die jüngeren Brüder des verblichenen Königs Wu) namens Guanshu Xian, Caishu Du und Huoshu Chu, die sich in Shang aufhielten, verbündeten sich daraufhin mit dem Sohn des letzten Shang-Königs Wu Geng und rebellierten gegen König Cheng. Es kam zu einem Bürgerkrieg und einem Feldzug von Cheng und Herzog Dan gegen das Shang-Gebiet. Im Zuge dieses zweiten Ostfeldzuges wurden Guanshu Xian und Wu Geng getötet, Caishu Du musste fliehen. Der Feldzug wurde weiter in Richtung Osten fortgeführt als nur bis Shang, so dass er in einer deutlichen Erweiterung des Zhou-Territoriums resultierte.
Es ist möglich, dass der Auslöser dieses Bürgerkrieges nicht nur Rivalität zwischen Geschwistern war. Das Buch der Urkunden berichtet, dass Cheng ein Schildkrötenorakel befragt hatte, ob er seine Onkel angreifen solle. Das Ergebnis des Orakel war, dass ein solcher Angriff erfolgreich sein würde, aber seine Berater rieten ihm von diesem Schritt ab. Gleichwohl wollte Cheng nicht gegen die Vorhersehung handeln, weil der das Mandat des Himmels – an dieser Stelle befindet sich die früheste bekannte Erwähnung dieses Konzeptes – habe.
Nach Ende des Feldzuges begann Cheng ein Kolonisierungsprogramm, um das dazugewonnene Territorium unter Kontrolle zu behalten. Er vergab deshalb Lehen an strategisch wichtigen Orten an enge Verwandte. Der Herzog Dan von Zhou bekam mit dem Gebiet um Chengzhou (heutiges Luoyang) ein Territorium, das wegen der nahegelegenen Furt im Gelben Fluss und dem Zugang zum Tal des Wei-Flusses für die Sicherheit von Zhou von hoher Bedeutung war. Bereits Cheng plante, Chengzhou zur östlichen Hauptstadt zu erheben; einer seiner Nachfolger musste seine Hauptstadt nach Chengzhou verlegen, nachdem er im Zhou-Kernland besiegt worden war. Tangshu Yu, ein jüngerer Bruder von Cheng wurde mit Jin belehnt, das sich im Tal des Fen-Flusses befand. Mit Ying Hou wurde ein weiterer jüngerer Bruder belehnt, er erhielt Ying nahe dem Pingding-Gebirge. Kangshu Feng wurde mit Wey belehnt, das sich nahe der früheren Shang-Hauptstadt im heutigen Nordost-Henan befindet. Der älteste Sohn des Herzoges Dan Bo Qin wurde mit Lu belehnt, dessen Zentrum sich nahe dem heutigen Qufu befand und im Erbfolgekrieg Zentrum des Staates Pugu, der Zhou bekämpft hatte, befand. Tai Gong Wang, der Kommandeur der Zhou-Armee gegen Shang, erhielt mit Qi ein Lehen im heutigen Shandong, dessen Hauptstadt Linzi sich nahe dem heutigen Zibo befand. Shao Gong Shi wurde mit Yan belehnt, das sich nahe dem heutigen Peking befand. Alle diese Staaten erstarkten in der Folge und spielten in der weiteren Geschichte der Zhou-Dynastie eine wichtige Rolle.
In der Folge konsolidierte Cheng das Reich. In den Chroniken befindet sich bis zum Ende der Herrschaft von Chengs Nachfolger Kang kein Hinweis auf militärische Aktivitäten. Das Shiji berichtet, dass vierzig Jahre im Reich keine Strafen angewendet werden mussten. In seinem Testament empfahl Cheng seinen Nachfolgern, sie sollen jene gefügig machen, die sich in der Ferne befinden, und jene befähigen, die einem nahe sind. Die Nachfolger sollen die vielen großen und kleinen Staaten befrieden und ermuntern.

## Familie
|                          |                          |                          |                          | König Wen von Zhou 周文王   | König Wen von Zhou 周文王   | König Wen von Zhou 周文王   | König Wen von Zhou 周文王   | König Wen von Zhou 周文王   | König Wen von Zhou 周文王   |               |               | Tai Si 太姒   | Tai Si 太姒   | Tai Si 太姒 | Tai Si 太姒 | Tai Si 太姒                | Tai Si 太姒                |                            |                            |                            |                            |
|                          |                          |                          |                          | König Wen von Zhou 周文王   | König Wen von Zhou 周文王   | König Wen von Zhou 周文王   | König Wen von Zhou 周文王   | König Wen von Zhou 周文王   | König Wen von Zhou 周文王   |               |               | Tai Si 太姒   | Tai Si 太姒   | Tai Si 太姒 | Tai Si 太姒 | Tai Si 太姒                | Tai Si 太姒                |                            |                            |                            |                            |
|                          |                          |                          |                          |                             |                             |                             |                             |                             |                             |               |               |               |               |             |             |                            |                            |                            |                            |                            |                            |
|                          |                          |                          |                          |                             |                             |                             |                             |                             |                             |               |               |               |               |             |             |                            |                            |                            |                            |                            |                            |
| König Wu von Zhou 周武王 | König Wu von Zhou 周武王 | König Wu von Zhou 周武王 | König Wu von Zhou 周武王 | König Wu von Zhou 周武王    | König Wu von Zhou 周武王    |                             |                             | Yi Jiang 邑姜               | Yi Jiang 邑姜               | Yi Jiang 邑姜 | Yi Jiang 邑姜 | Yi Jiang 邑姜 | Yi Jiang 邑姜 |             |             | Herzog Dan von Zhou 周文公 | Herzog Dan von Zhou 周文公 | Herzog Dan von Zhou 周文公 | Herzog Dan von Zhou 周文公 | Herzog Dan von Zhou 周文公 | Herzog Dan von Zhou 周文公 |
| König Wu von Zhou 周武王 | König Wu von Zhou 周武王 | König Wu von Zhou 周武王 | König Wu von Zhou 周武王 | König Wu von Zhou 周武王    | König Wu von Zhou 周武王    |                             |                             | Yi Jiang 邑姜               | Yi Jiang 邑姜               | Yi Jiang 邑姜 | Yi Jiang 邑姜 | Yi Jiang 邑姜 | Yi Jiang 邑姜 |             |             | Herzog Dan von Zhou 周文公 | Herzog Dan von Zhou 周文公 | Herzog Dan von Zhou 周文公 | Herzog Dan von Zhou 周文公 | Herzog Dan von Zhou 周文公 | Herzog Dan von Zhou 周文公 |
|                          |                          |                          |                          |                             |                             |                             |                             |                             |                             |               |               |               |               |             |             |                            |                            |                            |                            |                            |                            |
|                          |                          |                          |                          | König Cheng von Zhou 周成王 | König Cheng von Zhou 周成王 | König Cheng von Zhou 周成王 | König Cheng von Zhou 周成王 | König Cheng von Zhou 周成王 | König Cheng von Zhou 周成王 |               |               | ?             | ?             | ?           | ?           | ?                          | ?                          |                            |                            |                            |                            |
|                          |                          |                          |                          | König Cheng von Zhou 周成王 | König Cheng von Zhou 周成王 | König Cheng von Zhou 周成王 | König Cheng von Zhou 周成王 | König Cheng von Zhou 周成王 | König Cheng von Zhou 周成王 |               |               | ?             | ?             | ?           | ?           | ?                          | ?                          |                            |                            |                            |                            |
|                          |                          |                          |                          |                             |                             |                             |                             |                             |                             |               |               |               |               |             |             |                            |                            |                            |                            |                            |                            |
|                          |                          |                          |                          |                             |                             |                             |                             | König Kang von Zhou 周康王  |                             |               |               |               |               |             |             |                            |                            |                            |                            |                            |                            |